# Alex Jany
Alex Jany (5. ledna 1929 Toulouse – 18. července 2001 Marseille) byl francouzský plavec, specialista na volný způsob.
Byl synem ředitele bazénu v Toulouse a plavání se věnoval od dětství. Získal 26 titulů mistra Francie, na mistrovství Evropy v plavání v roce 1947 vyhrál 100 m volným způsobem a 400 m volným způsobem a na obou tratích překonal světový rekord, ve štafetě získal stříbrnou medaili. V anketě Internationale Sport-Korrespondenz byl zvolen nejlepším světovým sportovcem roku 1947. Na olympijských hrách 1948 byl pátý na 100 m, šestý na 400 m a třetí ve štafetě. Na ME 1950 zopakoval vítězství na stometrové a čtyřsetmetrové trati i druhé místo ve štafetě. Na Středomořských hrách 1951 vyhrál individuální závod na 100 m a kraulařskou i polohovou štafetu, na olympijských hrách 1952 získal bronzovou medaili ve štafetě. Reprezentoval Francii na OH 1960 ve vodním pólu, kde jeho tým obsadil deváté místo.
Po ukončení kariéry působil jako trenér mládeže v Marseille. Je po něm pojmenováno několik francouzských plaveckých center i závod dorostenců o Cenu Alexe Janyho. V roce 1977 byl uveden do Mezinárodní plavecké síně slávy. Jeho mladší sestra Ginette Jany-Sendralová byla rovněž francouzskou plaveckou reprezentantkou.